# Votomita pubescens
Votomita pubescens är en tvåhjärtbladig växtart som beskrevs av Thomas Morley. Votomita pubescens ingår i släktet Votomita och familjen Melastomataceae. Inga underarter finns listade i Catalogue of Life.